# Marsdenia longipes
Marsdenia longipes är en oleanderväxtart som beskrevs av Wen Tsai Wang, Ying Tsiang och P. T. Li. Marsdenia longipes ingår i släktet Marsdenia och familjen oleanderväxter. Inga underarter finns listade i Catalogue of Life.